# Feldis/Veulden
Feldis/Veulden (oficialmente hasta 1943 en alemán Feldis) fue hasta el 31 de diciembre de 2008 una comuna suiza del cantón de los Grisones, situada en la región de Viamala. 
El 1 de enero de 2009 Feldis/Veulden se incorporó junto con Trans, Scheid y Tumegl/Tomils a la nueva comuna de Tomils; más adelante, a su vez, esta fue absorbida por la comuna de Domleschg.

## Armas
Descripción: en plata sobre tres montes rojos se encuentra un grifo azul armado de rojo. El grifo aparece en el escudo de la familia Tscharner; los tres montes se deben a la altitud del lugar. 

## Geografía
Feldis/Veulden se encuentra sobre una terraza pegada a la Stätzerhornkette en la región del Rin posterior, es el pueblo más al norte de todos los pueblos montañosos del valle del Domleschg. Del antiguo territorio comunal de 758 hectáreas, 433 ha de bosques, 268 ha de áreas productivas, 43 ha de zonas improductivas y 14 ha urbanizadas. 
La comuna limitaba al norte y este con la comuna de Domat/Ems, al sur con Scheid, y al oeste con Rothenbrunnen.

## Historia
Un dominio episcopal en el lugar fue mencionado a finales del siglo XIII. En el siglo XIV los señores de Rietberg recibían el diezmo. En 1527 Felden/Veulden compra sus derechos señoriales. Feldis al igual que los demás pueblos del Domleschg exterior, delimitó su límite comunal en 1596, aunque hasta 1851 formó una comunidad (Nachbarschaft) de la jurisdicción de Ortenstein (liga de la Casa de Dios), en la que junto con Trans y Scheid formaba desde 1788 la semijurisdicción de Im Berg. 
En 1774 el pueblo fue casi completamente destruido por un incendio. Hasta el siglo XIX la localidad estaba relacionada mayoritariamente con Domat/Ems (más adelante en el Rin), hasta la construcción de la carretera del Domleschg (1901-1904) la cual suscitó el desarrollo del turismo estival. El teleférico Rhäzüns-Feldis fue abierto en 1958, y remplazado en 2006 por telesillas que, aparte de servir al turismo, hacen las veces de medio de transporte público.

## Población
De 1803 a 1850 la población aumentó poco (1803-1850: + 5 %), después hasta 1880 estuvo variaba entre 160-170 habitantes. Entre 1880 y 1900 hubo una ola de migración (1880-1900: -24,4%). Entre 1920 y 1941 hubo un aumento marcado (1920-1941: +37,5%), tras lo cual el número de habitantes estuvo estable durante una década. Entre 1950 y 1980 hubo la mayor disminución de población (1950-1980: -39%) en la historia de la comuna. Desde entonces el número de habitantes no ha cesado de aumentar (1980-2004: +27%).
A nivel religioso, la región fue reformada relativamente tarde (en 1583). Debido a las dimisiones en las diferentes iglesias y a la emigración los datos relativos a la religión cambiaron fuertemente. En 2000 66% de la población era protestante y el 12,4% católico. Además un 19% se declara sin confesión, un porcentaje relativamente alto para una pequeña localidad montañera.
A finales de 2005 131 de los 141 habitantes era de nacionalidad suiza (93%). En el último censo poblacional de 2000, 127 personas eran suizas (=98%), de las cuales 9 eran binacionales. Los inmigrantes son originarios de cinco países, de los cuales la mayor colonia viene de Alemania.

## Lenguas

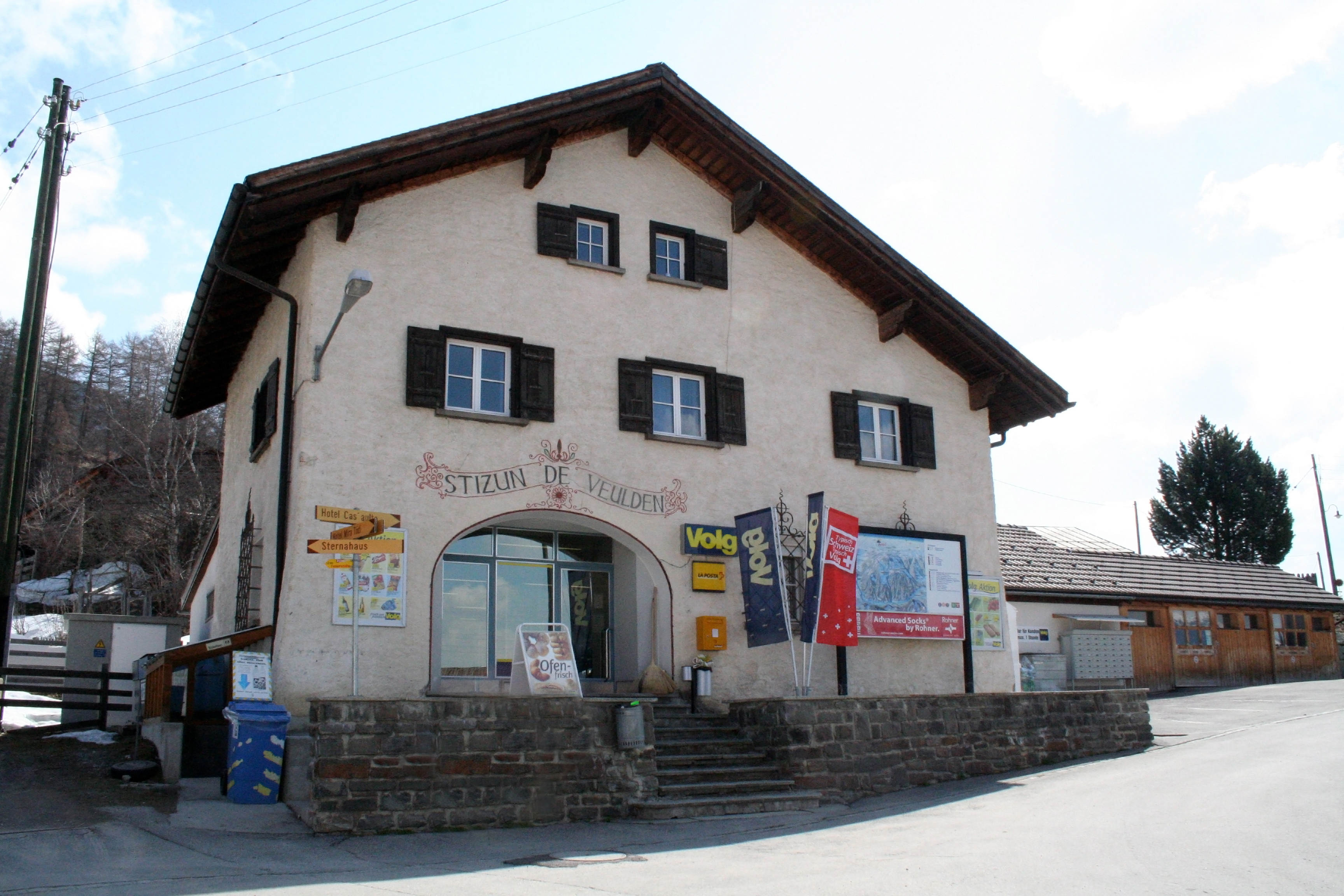
Supermercado Volg en Feldis

En 1880 la mayoría de la población hablaba romanche (94,7%; Suprasilvano). Sin embargo en el transcurso del siglo XX esta fue decreciendo. Mientras que en 1941 todavía un 73% de la población hablaba romanche como lengua materna, en 1980 ya había perdido la mayoría. En 1990 un 40% podía aún hablar romanche, en el 2000 eran solo el 29%. Actualmente la única lengua oficial es el alemán, la cual es hablada por el 85% de la población. La evolución lingüística se muestra en la próxima tabla:
| Lenguas en Feldis/Veulden |            |            |            |            |            |            |            |            |            |            |
| Lengua                    | Censo 1900 | Censo 1900 | Censo 1970 | Censo 1970 | Censo 1980 | Censo 1980 | Censo 1990 | Censo 1990 | Censo 2000 | Censo 2000 |
| Lengua                    | N°         | %          | N°         | %          | N°         | %          | N°         | %          | N°         | %          |
| Alemán                    | 4          | 3,08       | 73         | 48,03      | 54         | 50,47      | 89         | 72,95      | 110        | 85,27      |
| Romanche                  | 126        | 96,92      | 75         | 49,34      | 50         | 46,73      | 31         | 25,41      | 18         | 13,95      |
| Habitantes                | 130        | 100        | 152        | 100        | 107        | 100        | 122        | 100        | 129        | 100        |

## Transporte
La estación de trenes más cercana es la de Rothenbrunnen, la cual se encuentra a 13 kilómetros de distancia. La autopista más cercana es la A13/E43, también en Rothenbrunnen y situada a 11 km de distancia.